# Körperschaftsteuer (DDR)
In der DDR war die Körperschaftsteuer eine Steuer auf private Kapitalgesellschaften. Sie diente dazu, diese privaten Kapitalgesellschaften zu verdrängen. Da dies weitgehend gelang – am Ende der DDR gab es nahezu keine privaten Kapitalgesellschaften mehr – spielte sie im Bezug auf das Steueraufkommen nur eine marginale Rolle. Sie kam zum Schluss fast nur noch auf Einkaufs- und Liefergenossenschaften des Handwerks und das unter staatlicher Aufsicht stehende ausländische Betriebsvermögen zur Anwendung.

## Steuerpflicht
Wie auch in der Bundesrepublik Deutschland unterschied man zwischen unbeschränkter und beschränkter Steuerpflicht. Unbegrenzt körperschaftssteuerpflichtig waren Kapitalgesellschaften u. a. mit Sitz oder Geschäftsleitung in der DDR:
- Kapitalgesellschaften
- Erwerbs- und Wirtschaftsgenossenschaften (für diese galten deutlich niedrigere Steuersätze). Sozialistische Genossenschaften waren nicht steuerpflichtig.
- Versicherungsvereine auf Gegenseitigkeit
- sonstige juristische Personen des Zivilrechtes
- Nichtrechtsfähige Vereine, Anstalten, Stiftungen und Zweckvermögen
- Betriebe gewerblicher Art von juristischen Personen, die selbst von der Körperschaftssteuer befreit waren[1]

Allerdings zahlten im Volkseigentum stehende Betriebe, die aufgrund von Kontakten mit dem westlichen Ausland die Rechtsform einer GmbH oder Aktiengesellschaft hatten, wie die Interflug, die Mitropa oder die Firmen des Bereiches Kommerzielle Koordinierung keine Körperschaftsteuer, sondern die in der volkseigenen Wirtschaft üblichen Abgaben wie die Nettogewinnabführung. Eine gesetzliche Grundlage dafür bestand nicht, dieses Verfahren beruhte auf einem nicht veröffentlichten Ministerratsbeschluss aus den 1960er Jahren.
Begrenzt körperschaftssteuerpflichtig waren entsprechende Organisationen, die weder Sitz noch Geschäftsleitung in der DDR hatten. Hier wurde nur der in der DDR erwirtschaftete Gewinn besteuert.
Nicht körperschaftssteuerpflichtig waren:
- Parteien und deren Gesellschaften
- „demokratische Organisationen“ gemäß Bestimmung des Ministers der Finanzen
- Körperschaften oder Organisationen, die unmittelbar und ausschließlich kirchlichen, gemeinnützigen oder karitativen Zwecken dienten

## Steuersätze und Doppelbesteuerung
| Einkommen       | Mark    | zzgl. % | des Betrags über Mark |
| 0-720           | 0       | 0 %     | 0                     |
| 720-840         | 5       | 8 %     | 720                   |
| 840-1.200       | 14,60   | 16,5 %  | 840                   |
| 1.200-2.400     | 74      | 20 %    | 1.200                 |
| 2.400-3.600     | 314     | 25 %    | 2.400                 |
| 3.600-4.800     | 414     | 28 %    | 3.600                 |
| 4.800-6.000     | 950     | 36 %    | 4.800                 |
| 6.000-7.200     | 1.382   | 45 %    | 6.000                 |
| 7.200-9.000     | 1.922   | 50 %    | 7.200                 |
| 9.000-13.200    | 2.822   | 56 %    | 9.000                 |
| 13.200-18.000   | 5.174   | 64 %    | 13.200                |
| 18.000-24.000   | 5.174   | 72 %    | 18.000                |
| 24.000-60.000   | 12.566  | 86 %    | 24.000                |
| 60.000-100.000  | 43.526  | 87 %    | 60.000                |
| 100.000-150.000 | 78.326  | 91 %    | 100.000               |
| 150.000-200.000 | 123.826 | 92 %    | 150.000               |
| 200.000-250.000 | 169.826 | 93 %    | 200.000               |
| ab 250.000      | 216.326 | 95 %    | 250.000               |

Hauptgrund für die Wirkung der Steuer waren die konfiskatorischen Steuersätze in Verbindung mit einer Doppelbesteuerung der Gewinne. Der Spitzensteuersatz der Körperschaftssteuer betrug 95 %.
Die Ausschüttungen der Kapitalgesellschaften unterlagen bei den Anteilseignern der Einkommensteuer. Eine (auch nur teilweise) Anrechnung der Körperschaftssteuer oder Tarifermäßigung (siehe zur Systematik Körperschaftsteuer) erfolgte nicht, so dass die ausgeschütteten Gewinne voll einer Doppelbesteuerung unterlagen.
Ebenfalls zu einer weiteren Doppelbesteuerung kam es dadurch, dass Vergütungen an Aufsichtsräte oder Mitglieder anderer Kontrollorgane von der Gesellschaft nicht als Kosten angesetzt werden durften, diese jedoch bei den Aufsichtsratsmitgliedern als Einkommen angesetzt wurden.

## Mindest- und Pauschalbesteuerung
Eine Regelung zur Mindestbesteuerung führte dazu, dass auch Unternehmen, die geringe Gewinne oder Verluste schrieben, Körperschaftssteuer zahlen mussten. Als Ersatzbemessungsgrundlage für die Mindestbesteuerung wurde die Summe aus den Ausschüttungen (soweit diese 4 % des Stammkapitals überschritten) plus den Vergütungen für die Aufsichtsräte (oder andere Kontrollgremien) und den Gehältern des Vorstandes (sofern sie außer Verhältnis zu ihrer Arbeitsleistung standen) angesetzt.
Die Abteilung Finanzen beim Rat des Kreises (das entsprach hier von der Funktion nach dem Finanzamt) könnte bei Unverhältnismäßigkeit oder Geringfügigkeit die Steuer als Pauschale festsetzen.

## Nach der Wende
Nach der Wende wurden marktwirtschaftliche Reformen durchgeführt, zu denen auch ein entsprechendes Steuerrecht gehörte. Die Volkskammer beschloss am 6. März 1990 (also noch vor der ersten demokratischen Volkskammerwahl 1990) das Gesetz zur Änderung der Rechtsvorschriften über die Einkommens-, Körperschafts- und Vermögenssteuer. Am 16. März 1990 wurde die dazugehörige Durchführungsbestimmung erlassen. Kernpunkte waren eine deutliche Reduzierung der Steuersätze und eine Einführung eines Satzes von 36 % für ausgeschüttete Gewinne, um die Doppelbesteuerung zu begrenzen.
Der neue Steuergrundtarif B betrug:
| Einkommen        | Mark   | zzgl. % | des Betrags über Mark |
| 0-2.400          | 0      | 0 %     | 0                     |
| 2.400-30.000     | 0      | 20 %    | 2.400                 |
| 30.000-40.000    | 5.520  | 25 %    | 30.000                |
| 40.000-50.000    | 8.020  | 30 %    | 40.000                |
| 50.000-60.000    | 11.020 | 38 %    | 50.000                |
| 60.000-70.000    | 14.820 | 45 %    | 60.000                |
| 70.000-80.000    | 19.320 | 52 %    | 70.000                |
| 80.000-90.000    | 24.520 | 58 %    | 80.000                |
| 90.000-100.000   | 30.320 | 63 %    | 90.000                |
| 100.000-200.000  | 36.320 | 63,4 %  | 100.000               |
| mehr als 200.000 |        | 50 %    | gesamte Summe         |

## Gesetze
- Körperschaftsteuergesetz (KöStG), vom 18. September 1970 (GBl. Sonderdruck Nr. 671 vom 2. November 1970), geändert durch das Steueränderungsgesetz vom 6. März 1990.
- Abgabenordnung (DDR) vom 18. September 1970.